# Uganda i olympiska sommarspelen 1960
Uganda deltog med tio deltagare vid de olympiska sommarspelen 1960 i Rom. Ingen av landets deltagare erövrade någon medalj.